# Europaspiele 2015/Sportakrobatik
Bei den Europaspielen 2015 in Baku, Aserbaidschan wurden vom 17. bis 21. Juni 2015 insgesamt sechs Wettbewerbe in der Sportakrobatik ausgetragen.

## Medaillengewinner

### Damenmannschaft

#### Mehrkampf
| Platz | Sportlerinnen                                                | Land     | Punkte |
| ----- | ------------------------------------------------------------ | -------- | ------ |
| 1     | Kaat Dumarey Julie Van Gelder Ineke Van Schoor               | Belgien  | 86,480 |
| 2     | Walerija Belkina Julija Nikitina Schanna Parchomez           | Russland | 85,430 |
| 3     | Kazjaryna Baryssewitsch Veranika Nabokina Karyna Sandowitsch | Belarus  | 84,610 |

Datum: 19. Juni 2015

Teilnehmer:

9.  Katharina Bräunlich, Laura Jolitz, Flora Sochor

#### Balance
| Platz | Sportlerinnen                                                | Land     | Punkte |
| ----- | ------------------------------------------------------------ | -------- | ------ |
| 1     | Kaat Dumarey Julie Van Gelder Ineke Van Schoor               | Belgien  | 28,700 |
| 2     | Walerija Belkina Julija Nikitina Schanna Parchomez           | Russland | 28,550 |
| 3     | Kazjaryna Baryssewitsch Veranika Nabokina Karyna Sandowitsch | Belarus  | 28,500 |

Datum: 21. Juni 2015

Teilnehmer:

11.  Katharina Bräunlich, Laura Jolitz, Flora Sochor

#### Dynamik
| Platz | Sportlerinnen                                                | Land     | Punkte |
| ----- | ------------------------------------------------------------ | -------- | ------ |
| 1     | Kaat Dumarey Julie Van Gelder Ineke Van Schoor               | Belgien  | 28,480 |
| 2     | Walerija Belkina Julija Nikitina Schanna Parchomez           | Russland | 28,190 |
| 3     | Kazjaryna Baryssewitsch Veranika Nabokina Karyna Sandowitsch | Belarus  | 28,120 |

Datum: 21. Juni 2015

Teilnehmer:

10.  Katharina Bräunlich, Laura Jolitz, Flora Sochor

### Gemischte Paare

#### Mehrkampf
| Platz | Sportler                          | Land                   | Punkte |
| ----- | --------------------------------- | ---------------------- | ------ |
| 1     | Marina Tschernowa Georgi Pataraja | Russland               | 89,310 |
| 2     | Yana Vastavel Solano Cassamajor   | Belgien                | 86,180 |
| 3     | Hannah Baughn Ryan Bartlett       | Vereinigtes Königreich | 85,160 |

Datum: 19. Juni 2015

Teilnehmer:

8.  Sophie Brühmann, Nikolai Rein

#### Balance
| Platz | Sportler                          | Land                   | Punkte |
| ----- | --------------------------------- | ---------------------- | ------ |
| 1     | Marina Tschernowa Georgi Pataraja | Russland               | 29,760 |
| 2     | Yana Vastavel Solano Cassamajor   | Belgien                | 28,930 |
| 3     | Hannah Baughn Ryan Bartlett       | Vereinigtes Königreich | 28,260 |

Datum: 21. Juni 2015

Teilnehmer:

8.  Sophie Brühmann, Nikolai Rein

#### Dynamik
| Platz | Sportler                          | Land                   | Punkte |
| ----- | --------------------------------- | ---------------------- | ------ |
| 1     | Marina Tschernowa Georgi Pataraja | Russland               | 29,300 |
| 2     | Yana Vastavel Solano Cassamajor   | Belgien                | 28,690 |
| 3     | Hannah Baughn Ryan Bartlett       | Vereinigtes Königreich | 28,650 |

Datum: 21. Juni 2015

Teilnehmer:

8.  Sophie Brühmann, Nikolai Rein

## Medaillenspiegel
| Rang   | Land                   | Gold | Silber | Bronze | Gesamt |
| ------ | ---------------------- | ---- | ------ | ------ | ------ |
| 1      | Belgien                | 3    | 3      | 0      | 6      |
| 1      | Russland               | 3    | 3      | 0      | 6      |
| 3      | Vereinigtes Königreich | 0    | 0      | 3      | 3      |
| 3      | Belarus                | 0    | 0      | 3      | 3      |
| Gesamt | Gesamt                 | 6    | 6      | 6      | 18     |